# Ananías curando la ceguera de Saulo
Ananías curando la ceguera de Saulo es un cuadro del pintor italiano del Barroco Ciro Ferri. Pintado en torno a 1660 se encuentra en el Museo de Historia del Arte de Viena. Describe la visita que Ananías hizo a Pablo de Tarso para curarle de su ceguera temporal, ocasionada durante su viaje de persecución a los cristianos camino de Damasco, según narra el relato bíblico.